# Orca
Orcaは、GNOME発の視覚障害者用のスクリーンリーダーで、FOSSである。Orcaは音声合成と点字を使用し、AT-SPIをサポートするGNOMEデスクトップ、Mozilla FirefoxとThunderbird、OpenOffice.orgとLibreOffice、GTK、Qt、Java SwingとSWTを使用したアプリケーションなどのアクセシビリティを向上させる。

## 歴史他
Orcaの開発はサン・マイクロシステムズ（現オラクル）のAccessibility Program Office (APO) によってはじめられた。2004年5月、サン・マイクロシステムズのプログラマで盲人のマーク・マルケイ（英: Mark Mulcahy）がOrcaを構想してプロトタイプを制作した。マルケイがサンを退社して起業すると、サンのAPOがOrcaの開発を引き継いで継続、2006年9月3日に正式版をリリースした。2010年にオラクルがサンを吸収合併すると、GNOMEのアクセシビリティ関連コンポーネントを開発していたプログラマたちをリストラした。リストラされた者の中には当時Orcaのメンテナンスをしていたウィリー・ウォーカー（Willie Walker）も含まれた。それ以降、Orcaのメンテナンスはジョーンマリー・ディッグス（Joanmarie Diggs）などのボランティアによって行われた。2011年9月7日、FOSSの開発を専門とするIgaliaという会社がジョーンマリーを雇い、彼女のOrcaにおける貢献を支持した。
"Orca"という名前はシャチを意味する。これは当時スクリーンリーダーの名前には海洋生物と関連した者を使うという不文律があったためであり、実際MS-DOSではFlipperというスクリーンリーダーが、Microsoft WindowsではJAWSが使われ、イギリスでもDolphin Computer Accessという会社が視覚障害者用ソフトウェアを開発していた。
GNOME 2.16の時点でOrcaはGNOMEプラットフォームに既定でインストールされていたスクリーンリーダーであり、それ以前のデフォルトであったGnopernicusを置換した。そのため、OrcaはGNOMEと同じく約6か月ごとというリリースサイクルを採用した。OrcaはSolaris、Fedora、openSUSE、Ubuntuなどいくつかのオペレーティングシステム (OS) ディストリビューションにおいてデフォルトで提供されている。
2006年、IBMがLinux Screen ReaderというOrcaの代替ソフトの開発を開始したが、翌年には開発を停止した。

## 機能
Orcaのプロファイル機能を使用することで設定を保存することができ、複数のプロファイルを利用することで多言語のテキストにアクセスすることができる。

## メンテナンス者の一覧
Orcaの開発はメンテナンス者の主導のもと、コミュニティとともに行われる。2013年時点のメンテナンス者はジョーンマリー・ディッグスである。またほかにも数多くのデベロッパーが貢献している。